# 김락희
김락희(金洛姬, 1933년 11월 11일 ~ )는 조선민주주의인민공화국의 정치인이다. 내각부총리로 있으며, 조선로동당 중앙위원회 정치국 후보 위원이다.

## 경력
1938년 일제강점기에 평안남도 개천시에서 태어났다. 인민경제대학을 졸업했다. 협동농장관리위원장, 군협동농장경영위원장, 도농촌경리위원장, 당중앙위원회 부부장을 거쳐, 황남도당 책임비서를 지냈다. 그리고 2010년 6월부터 내각부총리로 있다.
2010년 9월에 열린 조선로동당 대표회의에서 당중앙위원회 정치국 후보위원에 선임되었다.

## 같이 보기
- 조선민주주의인민공화국의 정치
- 조선민주주의인민공화국의 여성